# Жупания
 Тази статия е за административната единица.  За града в Хърватия вижте Жупаня.  
Жупания (на хърватски: županija – област) e хърватски термин, с който се обозначават териториално-административните единици в Република Хърватия.
За първи път терминът „жупаня“ се появява през X век като „жупа“ – най-нисша степен на сдружаване на хората с кръвно сродство. Оттогава до наши дни жупаниите са традиционен начин за административно устройство на хърватската държава.

## История
През 10 век в земите на историческата област Далмация и Западна Босна са образувани 11 жупании: Ливно, Цетине, Имотски, Плива, Псет, Приморие, Брибир, Нона, Книн, Сидраг и Нин. През следващите две столетия на земите на днешната хърватска област Лика, в Горски Котор и Хърватското приморие съществуват 4 жупании: Лишка, Кръбавска, Модрушка и Винодолска жупании. През 13 век в северната част на Хърватско съществуват Загребска, Вараждинска и Крижевска, Вировитишка, Горишка и Горска жупании, a в Славония – Пожешка и Вуковска жупании.
През Средните векове властта на жупаниите отслабва и особено след идването на османците. След освобождаването на Славония и Срем, през 18 век отново са възстановени Вировитишката, Пожешка и Сремска жупания. Управител на тези жупании е бил „жупан“, който има административни, военни и съдебни правомощия и власт. През 19 век, след обединението на Военна Крайна (военна гранична админситративна единица в Австрийската империя) с Хърватско са устроени в осем жупании: Биеловарска-крижевска, Лишко-кръбавска, Модрушко-риешка, Пожешка, Сремска, Вараждинска, Вировитишка и Загребска. Другите хърватски земи в Далмация, Истрия, Меджимурие и Бараня остават под управлението на Виена или Будапеща и не са устроени като отделни жупании.
Жупаниите като модел на административно устройство се запазват и по времето на Кралството на сърби, хървати и словенци, но с приемането на Видовденската конституция от 1921 г. са премахнати. По времето на нацистката окупация на Хърватско и образуването на Независимата хърватска държава са образувани 22 „velike župe“ (велики жупании), a Загреб, като столица, има статут на отделна административна единица. По времето на Титова Югославия жупанската система е заменена с окръзи и едва през 1990 година след приемането на така наречената „Коледна конституция“ („Božićni Ustav“) жупаниите отново са въведени като административни единици в Хърватско. На 29 декември 1992 г. хърватския парламент приема „Закон за устройство на териториите на жупаниите, градовете и общините“. С този закон Хърватско е разделено на 20 жупании и град Загреб, който има статут на отделна жупания.
Новата конституция на Република Хърватия от 2001 г. определя жупаниите като единици за териториално самоуправление правомощия от местно значение като образование, здравеопазване, устройство и планиране на територията и инфраструктурата. Начело на жупанията стои областен управител – жупан.